# Poljska na Pesmi Evrovizije
Poljska nastopa na Pesmi Evrovizije od leta 1994. Leta 1993 je postala članica Evropske radiodifuzne zveze, kar je pogoj za sodelovanje na izboru.
Prva poljska predstavnica je bila Edyta Górniak, ki je zasedla drugo mesto - to je najboljša poljska uvrstitev doslej, hkrati pa najboljša debutantska uvrstitev (poleg Srbije in Črne gore, ki je z debutantskim nastopom prav tako zasedla 2. mesto).
Prihodnji poljski nastopi so bili veliko manj uspešni. Leta 2000 in 2002 je morala Poljska zaradi slabih uvrstitev celo pavzirati.
Poljska nacionalna televizija Telewizja Polska je do leta 2003 prirejala interne izbore. Interni izbor je potekal tudi leta 2005.
Leta 2006 je ponovno potekal javni izbor, kjer je občinstvo že drugič izbralo za svojega predstavnika skupino Ich Troje (prvič je na Evroviziji nastopila leta 2003). Leta 2007 je poljsko občinstvo izbralo skupino The Jet Set, ki pa se ni uvrtila v finale. Zatorej bo na Pesmi Evrovizije 2008 Poljska ponovno morala najprej nastopiti na polfinalnem izboru.
Leta 2020 je bila Pesem Evrovizije odpovedana.

## Poljski predstavniki
| Leto | Glasbeniki                 | Pesem                            | Jezik                                               | Finale             | Točke              | Polfinale            | Točke                |
| ---- | -------------------------- | -------------------------------- | --------------------------------------------------- | ------------------ | ------------------ | -------------------- | -------------------- |
| 1994 | Edyta Górniak              | »To nie ja!«                     | Poljščina                                           | 2.                 | 166                | Ni bilo polfinalov   | Ni bilo polfinalov   |
| 1995 | Justyna Steczkowska        | »Sama«                           | Poljščina                                           | 18.                | 15                 | Ni bilo polfinalov   | Ni bilo polfinalov   |
| 1996 | Kasia Kowalska             | »Chcę znać swój grzech...«       | Poljščina                                           | 15.                | 31                 | 15.                  | 42                   |
| 1997 | Anna Maria Jopek           | »Ale jestem«                     | Poljščina                                           | 11.                | 54                 | Ni bilo polfinalov   | Ni bilo polfinalov   |
| 1998 | Sixteen                    | »To takie proste«                | Poljščina                                           | 17.                | 19                 | Ni bilo polfinalov   | Ni bilo polfinalov   |
| 1999 | Mietek Szcześniak          | »Przytul mnie mocno«             | Poljščina                                           | 18.                | 17                 | Ni bilo polfinalov   | Ni bilo polfinalov   |
| 2001 | Piasek                     | »2 Long«                         | Angleščina                                          | 20.                | 11                 | Ni bilo polfinalov   | Ni bilo polfinalov   |
| 2003 | Ich Troje                  | »Keine Grenzen – Żadnych granic« | Nemščina, poljščina, ruščina                        | 7.                 | 90                 | Ni bilo polfinalov   | Ni bilo polfinalov   |
| 2004 | Blue Café                  | »Love Song«                      | Angleščina, poljščina                               | 17.                | 27                 | Top 11 prejšnje leto | Top 11 prejšnje leto |
| 2005 | Ivan & Delfin              | »Czarna dziewczyna«              | Poljščina, ruščina                                  | Brez finala        | Brez finala        | 11.                  | 81                   |
| 2006 | Ich Troje feat. Real McCoy | »Follow My Heart«                | Angleščina, poljščina, nemščina, ruščina, španščina | Brez finala        | Brez finala        | 11.                  | 70                   |
| 2007 | The Jet Set                | »Time to Party«                  | Angleščina                                          | Brez finala        | Brez finala        | 14.                  | 75                   |
| 2008 | Isis Gee                   | »For Life«                       | Angleščina                                          | 24.                | 14                 | 10.                  | 42                   |
| 2009 | Lidia Kopania              | »I Don't Wanna Leave«            | Angleščina                                          | Brez finala        | Brez finala        | 12.                  | 43                   |
| 2010 | Marcin Mroziński           | »Legenda«                        | Angleščina, poljščina                               | Brez finala        | Brez finala        | 13.                  | 44                   |
| 2011 | Magdalena Tul              | »Jestem«                         | Poljščina                                           | Brez finala        | Brez finala        | 19.                  | 18                   |
| 2014 | Donatan & Cleo             | »My Słowianie – We Are Slavic«   | Poljščina, angleščina                               | 14.                | 62                 | 8.                   | 70                   |
| 2015 | Monika Kuszyńska           | »In the Name of Love«            | Angleščina                                          | 23.                | 10                 | 8.                   | 57                   |
| 2016 | Michał Szpak               | »Color of Your Life«             | Angleščina                                          | 8.                 | 229                | 6.                   | 151                  |
| 2017 | Kasia Moś                  | »Flashlight«                     | Angleščina                                          | 22.                | 64                 | 9.                   | 119                  |
| 2018 | Gromee feat. Lukas Meijer  | »Light Me Up«                    | Angleščina                                          | Brez finala        | Brez finala        | 14.                  | 81                   |
| 2019 | Tulia                      | »Fire of Love (Pali się)«        | Poljščina, angleščina                               | Brez finala        | Brez finala        | 11.                  | 120                  |
| 2020 | Alicja                     | »Empires«                        | Angleščina                                          | Festival odpovedan | Festival odpovedan | Festival odpovedan   | Festival odpovedan   |
| 2021 | Rafał                      | »The Ride«                       | Angleščina                                          | Brez finala        | Brez finala        | 14.                  | 35                   |
| 2022 | Ochman                     | »River«                          | Angleščina                                          | 12.                | 151                | 6.                   | 198                  |
| 2023 | Blanka                     | »Solo«                           | Angleščina                                          | 19.                | 93                 | 3.                   | 124                  |
| 2024 | LUNA                       | »The Tower«                      | Angleščina                                          | Brez finala        | Brez finala        | 12.                  | 35                   |
| 2025 | Justyna Steczkowska        | »Gaja«                           | Poljščina, Angleščina                               | 14.                | 156                | 7.                   | 85                   |